# Amphineurus longipes
Amphineurus (Amphineurus) longipes là một loài ruồi trong họ Limoniidae. Chúng phân bố ở vùng Tân nhiệt đới.